# Citronella vitiensis
Citronella vitiensis är en järneksväxtart som beskrevs av Howard. Citronella vitiensis ingår i släktet Citronella och familjen Cardiopteridaceae. Inga underarter finns listade i Catalogue of Life.